# Sualkuchi
Sualkuchi là một thị trấn thống kê (census town) của quận Kamrup thuộc bang Assam, Ấn Độ.

## Nhân khẩu
Theo điều tra dân số năm 2001 của Ấn Độ, Sualkuchi có dân số 14.129 người. Phái nam chiếm 50% tổng số dân và phái nữ chiếm 50%. Sualkuchi có tỷ lệ 82% biết đọc biết viết, cao hơn tỷ lệ trung bình toàn quốc là 59,5%: tỷ lệ cho phái nam là 88%, và tỷ lệ cho phái nữ là 76%. Tại Sualkuchi, 6% dân số nhỏ hơn 6 tuổi.